# Borowa Góra (województwo świętokrzyskie)
Borowa Góra – wieś w Polsce położona w województwie świętokrzyskim, w powiecie kieleckim, w gminie Zagnańsk.
W latach 1975–1998 miejscowość położona była w województwie kieleckim.